# Vina (miasto Leskovac)
Vina (cyr. Вина) – wieś w Serbii, w okręgu jablanickim, w mieście Leskovac. W 2011 roku liczyła 193 mieszkańców.